# Cheap Wine
I Cheap Wine sono un gruppo rock italiano di Pesaro, formatosi nel 1990. Prendono il nome dall'omonima canzone dei Green on Red presente sull'album Gravity Talks. Lo stile del gruppo si ispira da un lato a quello dei cantautori rock americani come Neil Young, Bob Dylan o Bruce Springsteen e dall'altro alla scena neo psichedelica californiana del Paisley Underground a cui si aggiungono molte altre influenze, come il southern rock, il rock and roll, con un’attitudine tipicamente punk mutuata dall'etica DIY nella gestione della propria attività discografica. Nella loro carriera hanno fatto centinaia di concerti soprattutto in Italia, con tappe anche fuori dai confini nazionali.

## Storia del gruppo
Inizialmente formatosi nel 1990, prese una definitiva forma solo nel 1996 composto dai fratelli Marco (voce, chitarra) e Michele Diamantini (chitarra), Alessandro Grazioli (basso) e Francesco Zanotti (batteria). Esordirono con il mini-album Pictures nel 1997, per la Toast Records. All'epoca Steve Wynn leader dei The Dream Syndicate ne elogiò l'esordio.
L'anno seguente ruppero con la Toast e decisi a mantenere la loro indipendenza artistica senza scendere a compromessi commerciali scelsero di creare una propria etichetta e si accordarono per la distribuzione in Italia con la milanese Venus Dischi, etichetta specializzata in rock indipendente.. Presso lo studio di registrazione di Alessandro Castriota registrarono il primo album A Better Place, composto da brani originali escluso la cover di Cheap Wine dei Green on Red, tutti cantati in inglese, scelta seguita anche per tutti i successivi dischi. Il gruppo si fa apprezzare dalla critica, l'anno seguente viene invitato alla trasmissione Help di Red Ronnie su Videomusic.
Nel 2000 uscì il secondo disco Ruby Shade composto solo brani originali e da cui viene tratto il videoclip Dead City interpretato dall'attore Giampiero Ingrassia. e cui è seguito un tour promozionale. Il brano che apre l'album, Angel, fu usato da MTV USA nella colonna sonora del programma Undressed Show. Seconda partecipazione ad Help con uno special di 45 minuti.
Nel 2002 uscì Crime Stories, concept album sul crimine, composto da 12 brani autografi e corredato da un libretto a fumetti disegnato dal batterista Francesco Zanotti. L'album ottenne ottime recensioni dalla critica di settore. È stato inserito tra i più importanti 50 album di rock italiano cantati non in italiano nel supplemento Extra n. 38 del Mucchio Selvaggio. Al disco è seguito un tour italiano che ha toccato anche il Big Mama di Roma.
Nel 2004 uscì un nuovo album, Moving, concept album con tema dominante il viaggio, tra i brani spicca la personale cover di One More Cup of Coffee di Bob Dylan. Il disco ottiene ottime recensioni dalla critica di settore e viene selezionato da Federico Guglielmi tra migliori 15 dischi italiani usciti nell'anno su Il Mucchio Selvaggio.
Nel 2007 pubblicarono Freak Show, disco più energetico e viscerale dei precedenti con alcuni momenti punk.. Il brano Exploding Underground è stato trasmesso nei Paesi Bassi durante il format radiofonico The Overflow.  Durante il successivo tour il batterista Francesco Zanotti lascia il gruppo per dedicarsi a tempo pieno alla sua attività di fumettista. L'attività del subisce una pausa che dura fino all'anno seguente fin quando entra un nuovo batterista dal background jazz, Alan Giannini.
Nel 2009 pubblicarono il DVD live Just Like Bob Dylan's Blues registrato al teatro Brabante di Urbania nel 2003. In estate suonarono al Rolling Stone di Milano in occasione della presentazione del nuovo disco di Bruce Springsteen Working on a Dream.

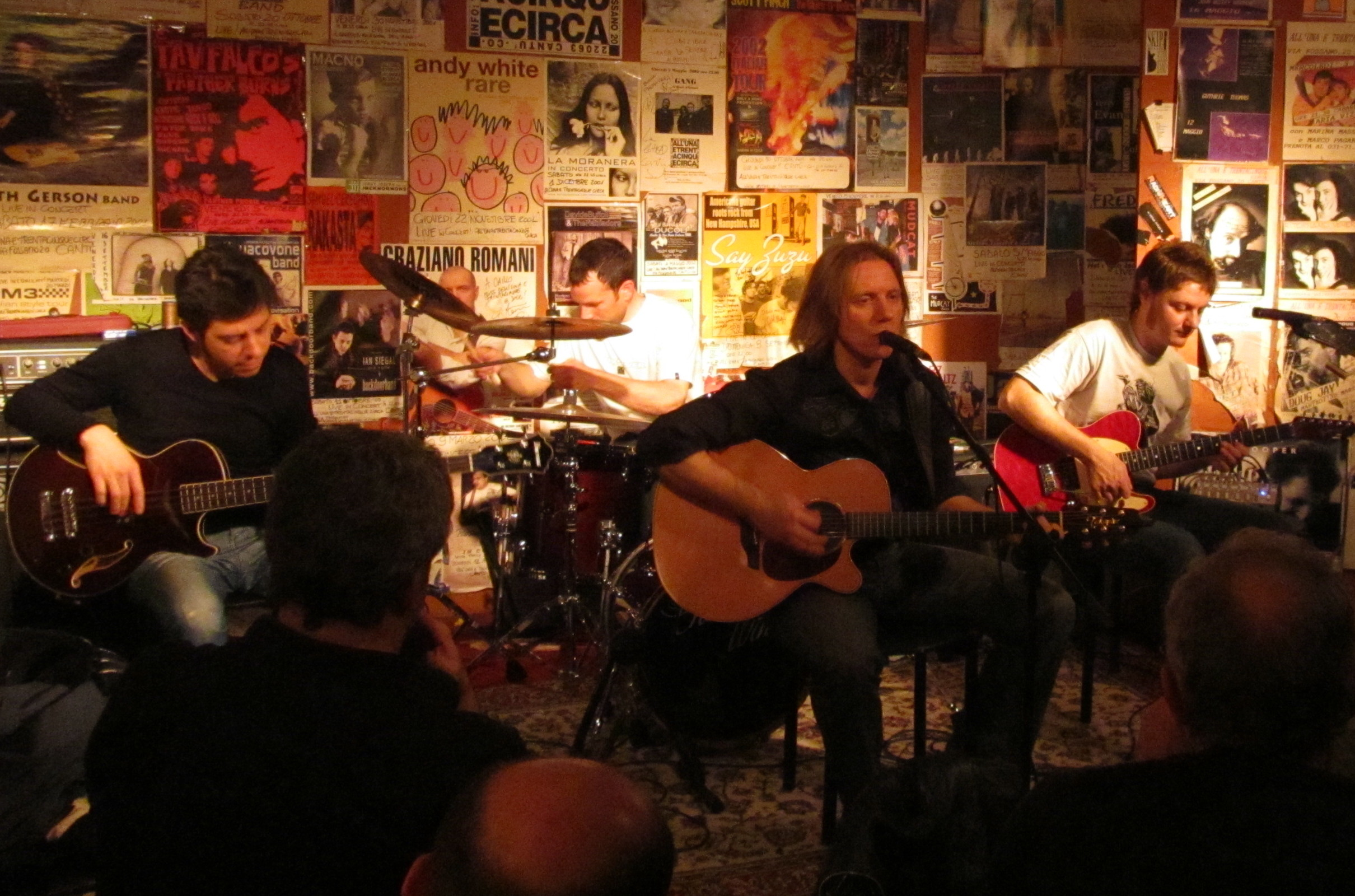
In concerto nel 2010 in acustico

Nel settembre venne pubblicato un nuovo album Spirits, che ha rappresentato un importante cambiamento nel suono del gruppo che vira verso atmosfere più roots e introspettive. Il disco è composto da 11 brani di cui due cover Pancho & Lefty di Townes Van Zandt e Man in the Long Black Coat di Dylan e uno strumentale Alice. La canzone La buveuse è dedicata al personaggio del quadro di Toulouse Lautrec. Il disco riceve ottime recensioni da riviste specializzate del settore..
Vengono intervistati da Federico Guglielmi su Rai Radio1 Stereonotte per uno speciale sul disco uscito.
Nel 2010 hanno partecipato con il brano Youngstown all'album tributo For You 2 dedicato a Bruce Springsteen, seguita dalla partecipazione al Buscadero Day. Nel settembre hanno pubblicato il loro primo disco dal vivo. Stay Alive!, album doppio, contiene estratti delle registrazioni avvenute nel mese di aprile del 2010 di tre concerti dello Spirits Tour (Pesaro, Pavia, Cento) e si avvale della collaborazione del tastierista Alessio Raffaelli del gruppo riminese rock dei Miami & the Groovers che in seguito entrerà a far parte del gruppo in pianta stabile. Il primo disco è prevalentemente acustico, mentre il secondo elettrico; anche questo lavoro ottiene buoni apprezzamenti anche in ambito internazionale,
Nell'ottobre 2012 il gruppo ha pubblicato con la nuova formazione a cinque elementi un nuovo lavoro Based on Lies,  con la copertina disegnata da Serena Riglietti (disegnatrice delle copertine italiane di Harry Potter), anticipato dal videoclip del brano Waiting on the Door diretto da Claudio Tacchi.
Nel giugno 2013 partecipano con show dal vivo alla trasmissione radiofonica su radiodue Moby Dick.
Nel settembre 2014 lo storico bassista Alessandro Grazioli viene sostituito da Andrea Giaro. Il 7 ottobre è uscito il loro decimo album Beggar Town pubblicato con distribuzione IRD.
Nel settembre 2015 il gruppo ha pubblicato il secondo album dal vivo, Mary and the Fairy, in CD e per la prima volta in vinile, registrato al Teatro Sperimentale di Pesaro e contenente brani non pubblicati sul precedente doppio album dal vivo.
Due anni dopo, nell'ottobre 2017, viene pubblicato l'album di inediti Dreams, realizzato grazie ad un'operazione di crowdfunding e anticipato da un libro contenente tutti it esti con traduzione a fronte.

## Formazione

### Attuale
- Marco Diamantini - voce, chitarra, armonica (1990-presente)
- Michele Diamantini - chitarre (1990-presente)
- Alan Giannini - batteria (2008-presente)
- Andrea Giaro - basso (2014-presente)

### Ex componenti
- Alessandro "Fruscio" Grazioli - basso (1996-2014)
- Francesco "Zano" Zanotti - batteria (1996-2008)
- Alessio Raffaelli - tastiere, fisarmonica (2011-2023)

## Discografia
- 1997 - Pictures (miniLP, Toast Records)
- 1998 - A Better Place  (Cheap Wine/Venus)
- 2000 - Ruby Shade (Cheap Wine/Venus)
- 2002 - Crime Stories (Cheap Wine/Venus)
- 2004 - Moving (Cheap Wine/Venus)
- 2007 - Freak Show (Cheap Wine/Venus)
- 2009 - Spirits (Cheap Wine/Venus)
- 2010 - Stay Alive! (2CD) (Cheap Wine/Venus)
- 2012 - Based on Lies (Cheap Wine/Venus)
- 2014 - Beggar Town (Cheap Wine/IRD)
- 2015 - Mary and the Fairy  (Cheap Wine/IRD)
- 2017 - Dreams (Cheap Wine/IRD)
- 2019 - Faces (Cheap Wine/IRD)
- 2022 - Yell (Cheap Wine/IRD)

## Partecipazioni a compilation
- 2008 - Riot on Sunset vol. 14 (272 Records)[40]
- 2010 - For You 2 - Tributo a Bruce Springsteen (Route 61) con il brano Youngstown[41]